# Cody, Wyoming
Cody (Cod FIPS: 56 - 15760) este un oraș și sediul administrativ al comitatului Park din statul Wyoming, SUA. Orașul a fost numit după William Frederick Cody, cunoscut mai ales ca Buffalo Bill, datorită contribuției acestuia la crearea localității originale.
Având o populație de 8.835 de locuitori, conform recensământului din 2000 efectuat de United States Census Bureau, orașul Cody este deservit de aeroportul regional Yellowstone Regional Airport.

## Orașe înfrățite
- Lanchkhuti, Georgia

## Alte articole
- Angling in Yellowstone National Park
- Listă de orașe din statul Wyoming